# Damen-Basketballnationalmannschaft der Vereinigten Staaten
Die Damen-Basketballnationalmannschaft der Vereinigten Staaten ist die nationale Auswahl der US-amerikanischen Basketballspielerinnen. Sie wird vom nationalen Basketballverband ausgewählt und vertritt diesen bei internationalen Turnieren.
Das Team ist die erfolgreichste Damen-Basketballnationalmannschaft der Welt und gewann bei bisher zehn Olympiateilnahmen achtmal die Goldmedaille und jeweils einmal die Silber- und Bronzemedaille.
Die Nationalmannschaft verlor zwischen 1994 und 2006 kein Basketballspiel, erst bei der Basketball-Weltmeisterschaft 2006 verloren sie im Semifinale gegen Russland.

## Abschneiden bei internationalen Wettbewerben

### Olympische Spiele
| - 1976: . Platz - 1980: nicht teilgenommen - 1984: . Platz - 1988: . Platz - 1992: . Platz - 1996: . Platz | - 2000: . Platz - 2004: . Platz - 2008: . Platz - 2012: . Platz - 2016: . Platz - 2020: . Platz |

### Weltmeisterschaften
| - 1953: . Platz - 1957: . Platz - 1959: nicht teilgenommen - 1964: 4. Platz - 1967: 11. Platz | - 1971: 8. Platz - 1975: 8. Platz - 1979: . Platz - 1983: . Platz - 1986: . Platz | - 1990: . Platz - 1994: . Platz - 1998: . Platz - 2002: . Platz - 2006: . Platz | - 2010: . Platz - 2014: . Platz - 2018: . Platz |

### Amerikameisterschaften
| - 1989: 4. Platz - 1993: . Platz - 1995: nicht teilgenommen - 1997: . Platz - 1999: nicht teilgenommen | - 2001: nicht teilgenommen - 2003: nicht teilgenommen - 2005: nicht teilgenommen - 2007: . Platz - seit 2007: nicht teilgenommen |

### Panamerikanische Spiele
| - 1955: . Platz - 1959: . Platz - 1963: . Platz - 1967: . Platz - 1971: . Platz | - 1975: . Platz - 1979: . Platz - 1983: . Platz - 1987: . Platz - 1991: . Platz | - 1995: nicht stattgefunden - 1999: . Platz - 2003: . Platz - 2007: . Platz - 2011: 7. Platz | - 2015: . Platz |

## Kader
| Spieler | Spieler          | Spieler           | Spieler | Spieler | Spieler  | Spieler          |
| Nr.     | Name             | Geburt            | Größe   | Info    | Einsätze | Verein           |
| ------- | ---------------- | ----------------- | ------- | ------- | -------- | ---------------- |
|         |                  | Guards (PG, SG)   |         |         |          |                  |
| 4       | Jewell Loyd      | 05.10.1993        | 178     |         |          | Seattle Storm    |
| 5       | Kelsey Plum      | 24.08.1994        | 173     |         |          | Las Vegas Aces   |
| 6       | Sabrina Ionescu  | 06.12.1997        | 180     |         |          | New York Liberty |
| 8       | Chelsea Gray     | 08.10.1992        | 180     |         |          | Las Vegas Aces   |
| 12      | Diana Taurasi    | 11.06.1982        | 182     |         |          | Phoenix Mercury  |
| 13      | Jackie Young     | 16.09.1997        | 183     |         |          | Las Vegas Aces   |
|         |                  | Forwards (SF, PF) |         |         |          |                  |
| 7       | Kahleah Copper   | 28.08.1994        | 185     |         |          | Phoenix Mercury  |
| 9       | A’ja Wilson      | 08.08.1996        | 191     |         |          | Las Vegas Aces   |
| 10      | Breanna Stewart  | 27.08.1994        | 193     |         |          | New York Liberty |
| 11      | Napheesa Collier | 23.09.1996        | 186     |         |          | Minnesota Lynx   |
| 14      | Alyssa Thomas    | 12.04.1992        | 188     |         |          | Connecticut Sun  |
|         |                  | Center (C)        |         |         |          |                  |
| 15      | Brittney Griner  | 18.10.1990        | 203     |         |          | Phoenix Mercury  |

| Trainer            | Trainer       | Trainer          |
| Nat.               | Name          | Position         |
| ------------------ | ------------- | ---------------- |
| Vereinigte Staaten | Cheryl Reeve  | Cheftrainer      |
| Vereinigte Staaten | Kara Lawson   | Trainerassistent |
| Vereinigte Staaten | Joni Taylor   | Trainerassistent |
| Vereinigte Staaten | Mike Thibault | Trainerassistent |

| Legende              | Legende            |
| Abk.                 | Bedeutung          |
| -------------------- | ------------------ |
| (C)                  | Mannschaftskapitän |
| Quellen              |                    |
| Teamhomepage         |                    |
| Ligahomepage         |                    |
| Stand: 17. Juni 2024 |                    |

| Legende              | Legende            |
| Abk.                 | Bedeutung          |
| -------------------- | ------------------ |
| (C)                  | Mannschaftskapitän |
| Quellen              |                    |
| Teamhomepage         |                    |
| Ligahomepage         |                    |
| Stand: 17. Juni 2024 |                    |